# Jacek Ziober
Jacek Ziober (ur. 18 listopada 1965 w Łodzi) – polski piłkarz grający na pozycji pomocnika lub napastnika. Piłkarz roku w plebiscycie Piłki Nożnej w 1990. Trener plażowego zespołu Zgoda Chodecz Beach Soccer Team.

## Kariera klubowa
Wychowanek ŁKS Łódź, w barwach tego klubu występował w latach 1982–1990 (202 mecze i 26 bramek). Grał także we francuskim Montpellier HSC, hiszpańskiej CA Osasuna, Amice Wronki i amerykańskim Tampa Bay Mutiny.

## Kariera reprezentacyjna
W reprezentacji Polski rozegrał 46 spotkań i strzelił 8 bramek. Do kwietnia 2007 był trenerem reprezentacji Polski w plażowej piłce nożnej. Przez pewien czas był także trenerem Górnika Łęczyca.

## Sukcesy
Indywidualne
- Piłkarz roku w plebiscycie Piłki Nożnej w 1990

## Statystyki klubowe
| Sezon     | Klub            | Kraj      | Rozgrywki        | Mecze | Bramki |
| --------- | --------------- | --------- | ---------------- | ----- | ------ |
| 1990/1991 | Montpellier HSC | Francja   | Division 1       | 26    | 4      |
| 1991/1992 | Montpellier HSC | Francja   | Division 1       | 36    | 8      |
| 1992/1993 | Montpellier HSC | Francja   | Division 1       | 26    | 4      |
| 1993/1994 | Montpellier HSC | Francja   | Division 1       | 5     | 2      |
| 1993/1994 | CA Osasuna      | Hiszpania | Primera División | 31    | 10     |
| 1994/1995 | CA Osasuna      | Hiszpania | Segunda División | 23    | 5      |
| 1995/1996 | CA Osasuna      | Hiszpania | Segunda División | 7     | 0      |